# آرثر ليفينسون
آرثر ليفينسون (بالإنجليزية: Arthur D. Levinson)‏ (و. 1950 – م) هو عالم أحياء جزيئية من الولايات المتحدة الأمريكية. ولد في سياتل .وهو عضواً في الأكاديمية الأمريكية للفنون والعلوم .

## التعليم
تعلم في جامعة واشنطن، وجامعة برنستون

## روابط خارجية
- آرثر ليفينسون على موقع مونزينجر (الألمانية)
- آرثر ليفينسون على موقع إن إن دي بي (الإنجليزية)